# 그 여름 가장 조용한 바다
《그 여름 가장 조용한 바다》(あの夏、いちばん静かな海。 아노 나쓰, 이치반 시즈카나 우미[*])는 기타노 다케시 감독의 세 번째 일본 영화이다. 1991년 10월 19일에 개봉됐으며, 이 작품에서 히사이시 조가 처음으로 음악을 담당했다. 기타노 다케시 감독 영화로는 현재까지 유일하게 도호가 배급을 맡은 영화이다.

## 출연진
- 시게루 - 마키 구로도
- 다카코 - 오시마 히로코
- 소형 트럭 아저씨 - 데라지마 스스무
- 체조하는 남자 - 와타나베 데쓰

## 줄거리
쓰레기 수거차에 쓰레기를 수거하는 일을 하는 청각 장애 청년 시게루는 끝부분이 부러져 버려진 서핑 보드를 갖고 돌아온다. 시게루는 그 보드에 스티로폼을 덧대 수리하고, 같은 청각 장애인 여자 친구 다카코와 함께 바다에 간다.
시게루는 서핑에 빠지고, 다카코는 모래 사장에 앉아 항상 시게루를 바라보고 있었다. 수리한 보드는 얼마 지나지 않아 다시 고장나고, 새 보드를 산 시게루는 더욱 더 서핑에 몰두한다. 처음엔 시게루를 무시했던 동네 서퍼들도 서핑에 몰두하는 시게루를 다시보게 된다. 결국 시게루는 일을 나가지 않고, 다카코에게도 소홀하게 된다.
하지만 상사에게 질타받고, 다카코의 눈물을 본 시게루는 본래 생활을 되찾는다. 서핑을 취미로 즐기고, 능숙해진 실력으로 대회에서 입상하기도 한다.
어느 날, 다카코는 바다에 가보니...

## 수상
- 제1회 도쿄 스포츠 영화대상 - 작품상, 감독상, 남우주연상(마키 구로도)
- 제46회 마이니치 영화 콩쿠르 - 일본 영화 우수상
- 제13회 요코하마 영화제 - 작품상, 감독상
- 제65회 키네마 준보상 - 독자가 뽑은 일본 영화 감독상
- 제16회 호치 영화상 - 최우수 감독상
- 제34회 블루리본상 - 작품상, 감독상
- 제6회 다카사키 영화제 - 최우수 신인상(오시마 히로코), 특별상
- 제65회 키네마 준보 베스트 10 일본 영화 제6위
- 제13회 요코하마 영화제 일본 영화 베스트 10 제1위